# Sudden Motion Sensor
O Sensor de movimento repentino (Sudden Motion Sensor "SMS", em inglês) é um sistema da Apple Inc. de proteção de dados usados nos seus notebooks com patente pendente baseado em um acelerômetro. 
A Apple Inc. introduziu o sistema no dia 1 de Janeiro de 2005 que foi colocado na linha PowerBook, e depois 
foi incluída na linha iBook no dia 26 de Julho de 2005. Depois disso, a Apple Inc. incluiu o sistema em toda a sua linha de computadores portáteis (desde Outubro de 2006), agora o MacBook, o MacBook Pro e o MacBook Air.
Com um acelerômetro Triaxial, o sistema detecta aceleração repentina, como por exemplo, se o computador caísse, prepara o mecanismo do disco rígido para o impacto. O sistema faz o disco rígido desengatar as cabeças dos pratos, evitando que a cabeça arranhe os pratos, o que causaria perda de dados.
Quando o computador estiver estável, o HD opera normalmente de novo.
Amplamente falando, existem dois tipos de sensores de aceleração repentina. O sensor usado nos notebooks baseados em PowerPC G4 faz aproximadamente 52 contagens por gravidade(?), enquanto os sensores nos notebooks baseados em Intel consegue fazer 250 contagens por gravidade.
No mais recente laptop baseado em Intel, no MacBook Pro 15" a Apple Inc. usa o chip acelerômetro Kionix KXM52-1050, com alcance dinâmico de +/- 2g e largura de banda de até 1.5khz.
O Motion Sensor também pode ser lido por programas executados nos portáteis da Apple Inc.. Há programas que usam o motion sensor para fazer o computador ficar sensível ao movimento. Desse jeito, a inclinação ou chacoalhamento pode ser usado como um Dispositivo de Interface Humana (HID) pra ser usado com o objetivo de rolar páginas ou para controlar jogos.

## Problemas conhecidos
Vários usuários do MacBook e do MacBook Pro substituíram os hd's de fábrica por outros que possuem sistemas similares ao Motion Sensor e reportaram que quando a unidade era movida fisicamente, acontecia um kernel panic. Isso acontece devido um conflito entre o SMS e a função anti-choque do novo HD. Os HD's da Western Digital Série Scorpio de discos rigídos para notebook é o mais suscetível a esse problema. Em praticamente todos os casos, desativar o Motion Sensor contorna esse problema sem nenhum impacto de performance negativo.

## Sistemas Similares
A Lenovo tem um sistema analógico, chamado de Proteção Ativa do Sistema, encontrado em alguns ThinkPads desde 2003.
A Acer também tem um sistema similar, chamado de GraviSense, encontrado em alguns notebooks da série TravelMate fabricado desde 2006.